# Astragalus scutaneus
Astragalus scutaneus är en ärtväxtart som beskrevs av Rupert Charles Barneby. Astragalus scutaneus ingår i släktet vedlar, och familjen ärtväxter. Inga underarter finns listade i Catalogue of Life.